# Pyroscope (anti-feu)
Le pyroscope (anti-feu) est un instrument popularisé au XIXe siècle pour localiser un incendie survenant de nuit, puis le sens du terme s’est déplacé vers «préventeur d’incendie».
Anciennement, les guets, postés sur des points d’observation surélevés, étaient responsables de la sécurité nocturne et de la lutte contre l'incendie. L’une de leurs tâches essentielles était de donner l’alarme lors de sinistres survenant non seulement dans l’agglomération proprement dite, mais également dans la campagne environnante. Toutefois, il était particulièrement difficile, de nuit, d’identifier la situation précise d’un foyer d’incendie. Aussi, de longue date, des inventeurs, souvent amateurs, ont-ils cherché à développer des moyens d’aide. L’ingénieur vaudois Isaac Masset, par exemple, donne déjà en 1684 à la ville d’Yverdon un instrument « propre à découvrir de nuit les incendies et les feux des signaux ». Cet instrument est alors mis en place au sommet du clocher du temple.
Un ouvrage en allemand, publié à Leipzig en 1798, signale l’invention d’un perruquier Tiltmann, qui propose un petit télescope fixé sur une plaque en laiton. Cette plaque elle-même tourne sur une seconde surface, sur laquelle sont tracés des numéros. L’aiguille adhérente au télescope peut indiquer chacun de ces numéros, dont la liste figure dans un répertoire énumérant les divers lieux qui correspondent à la visée.
Ce système est très répandu au XIXe siècle. En 1803, le fabricant de cotonnades lausannois Jean-Marc Duvoisin-Campart fait expertiser par la Société vaudoise d’émulation un pyroscope de son invention, dont il donne une description détaillée. Il s’agit là aussi d’une lunette de visée fixée sur un pivot permettant de l’orienter en tous sens. Sur la lunette est adaptée une tringle métallique coulissante. Une planche, attachée par des charnières à la tablette sur laquelle est fixée la lunette, peut être relevée à volonté et vient alors de placer verticalement entre la lunette et l’objet visé. Pour repérer sur cette planche un objet quelconque, il suffit donc de viser un à un, de jour, les différents points susceptibles de brûler, de bloquer la lunette, d’élever la planche et pousser la tringle pointue qui ira faire sur le bois une marque vers laquelle elle pointera à chaque fois que la lunette sera dirigée sur ce même objet.
Ce prototype, placé en 1803 sur la tour beffroi de la cathédrale de Lausanne, est soumis à vérification au moyen de feux nocturnes allumés volontairement dans des lieux éloignés de la campagne environnante. L’instrument donnant pleine satisfaction, la Société d’émulation recommande par conséquent au gouvernement vaudois l’installation d’un tel équipement sur chacun des angles de la tour.
Peu après, en 1804, trois instruments du même genre sont présentés à Berne dans le cadre d’une exposition des objets d’art et d’industrie, puis deux autres encore sont soumis au public lors d’une exposition similaire, qui se tient encore à Berne en 1824.
Si ces équipements étaient assurément très répandus à cette époque, rares sont cependant ceux qui ont survécu. On peut citer celui, fabriqué en 1816 pour le clocher d’Orbe, et qui se trouve encore dans les collections du musée de cette ville. Il s’agit de quatre planches distinctes, chacune équipant anciennement l’un des angles du sommet de la tour. Elles portent un culot métallique dans lequel venait se fixer l’axe de l’instrument de visée. La « lunette » en fer forgé, très simple, se compose en fait d’un canon de carabine adapté à cet usage. Ces planches sont marquées de trois cercles concentriques dans lesquels ont été repérées les localités visibles depuis la tour, identifiées au moyen d’un numéro et répertoriées dans un cahier.
En 1833, le mécanicien vaudois [David-Daniel-Samuel] ou Jonas-Daniel Develey élabore lui aussi un « Indicateur pour incendies de nuit », plus sophistiqué, mais conçu selon le même principe. Après une expertise de l’ingénieur William Fraisse, on préfère toutefois commander (à nouveau pour la tour de la cathédrale de Lausanne) un équipement du même genre à Jean-François Noblet, spécialisé dans les instruments de précision à Genève.
À la même époque, l’architecte et inspecteur des bâtiments lausannois Fridolin Simon fait lithographier un plan d’une « machine pour reconnaître de nuit le lieu d’un sinistre » (daté du 20 mai 1833) puis en 1846, sur la base du précédent document, le libraire lausannois Benjamin Corbaz illustre lui aussi un «Indicateur nocturne» publié dans le Journal de la Société vaudoise d’utilité publique. Ce type de détecteur continue à séduire par la suite, puisqu’en 1874 on en demande un sur l’abbatiale de Payerne et qu’en 1888 encore le bulletin de la Société vaudoise des ingénieurs et architectes signale un opuscule publié à ce sujet par le colonel Eugène de Buman, préconisant un instrument « aussi simple qu’ingénieux ».
Si le téléphone, dont l’usage se répand durant le troisième quart du XIXe siècle, rendra bientôt ce type d’équipement à peu près inutile, les recherches en matière de prévention ne sont nullement abandonnées. En 1882, A. Ledieu propose un tout autre type de « pyroscope ou préventeur d’incendie », fondé sur les variations de résistance qu’éprouvent les métaux et les liquides avec les variations de température. S’ouvre ainsi une nouvelle ère de la lutte anti-feu.

## Source
- Paul Bissegger, « Tout feu, tout flammes. Maisons incombustibles, "pyroscope" et autres innovations anti-feu aux XVIIIe - XIXe siècles », Revue Historique Vaudoise, 2005, p. 135-151.